# On avance
Albums de Alain Souchon
Alain Souchon en public
(1981) Olympia 83
(1983)
On avance est le sixième album studio d'Alain Souchon sorti en 1983. Il sera réédité après la sortie de Olympia 83, en incluant deux autres chansons : Somerset Maugham et Banale Song, sorties initialement seulement en 45 tours.
L'ambiance musicale générale (orchestre, piano électrique, cordes, valse) est très décalée par rapport à l'époque, où les sons synthétiques envahissent la variété. Certaines sonorités, notamment de batterie, ou de basse slappée, ne laissent aucun doute sur la période d'enregistrement de cet album. Souchon y cultive un style original et nostalgique.
L'album est certifié disque d'or pour plus de 100 000 exemplaires vendus en France.

## Titres
| 1.    | On avance                                   | Alain Souchon                 | Alain Souchon et Louis Chedid | 4:10 |
| 2.    | Casablanca                                  | Alain Souchon et David McNeil | Alain Souchon                 | 3:08 |
| 3.    | Billy m'aime                                | Alain Souchon                 | Yves Martin                   | 3:47 |
| 4.    | Lily Peter                                  | Alain Souchon                 | Alain Souchon                 | 2:46 |
| 5.    | Les Papas des bébés                         | Alain Souchon                 | Louis Chedid                  | 3:00 |
| 6.    | Lennon kaput valse                          | Alain Souchon                 | Alain Souchon et Yves Martin  | 3:28 |
| 7.    | Saute en l'air                              | Alain Souchon                 | Laurent Voulzy                | 4:49 |
| 8.    | Lettre aux dames                            | Alain Souchon                 | Alain Souchon                 | 1:50 |
| 9.    | Sardine                                     | Alain Souchon                 | Alain Souchon                 | 2:42 |
| 10.   | On est si beaux (En duo avec Michel Jonasz) | Alain Souchon                 | Michel Jonasz                 | 5:20 |
| 38:59 |                                             |                               |                               |      |